# ISO/IEC 15288:2002
ISO/IEC 15288:2002 är en standard antagen 2002 som bildar ett ramverk för beskrivning av livscyklerna för system som skapats av människor. Organisationerna ISO och International Electrotechnical Commission (IEC) står bakom standarden. I standarden ingår definition av ett antal processer med tillhörande terminologi. Standarden innehåller också stödprocesser för styrning, definition, och förbättring av de livscykelprocesser som tillämpas inom en organisation eller ett projekt. Användningsområdet för 15288 kan vara som kvalitetsgarant vid upphandling och leverans av system för organisationer eller ett projekt. 
ISO/IEC 15288:2002 omfattar de system som är skapade av människor. Systemen beskrivs i standarden som bestående av en eller flera ingående delar av: ”maskinvara, programvara, människor, processer (till exempel granskningsprocess), rutiner (till exempel operatörsinstruktioner), anläggningar och naturligt förekommande beståndsdelar (till exempel vatten, organismer, mineraler)”.